# Rhodophiala phycelloides
Rhodophiala phycelloides är en amaryllisväxtart som först beskrevs av Herb., och fick sitt nu gällande namn av Armando Theodoro Hunziker. Rhodophiala phycelloides ingår i släktet Rhodophiala och familjen amaryllisväxter. Inga underarter finns listade i Catalogue of Life.

## Bildgalleri

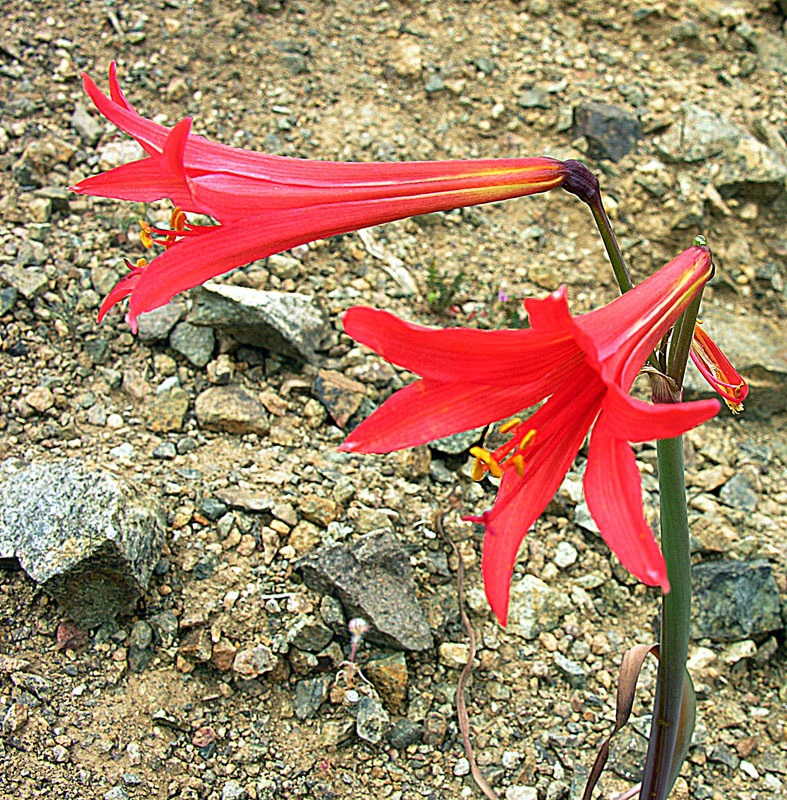